# Lambayeque (ciutat)
Lambayeque és una ciutat de la costa nord del Perú i capital del districte i província homònimes en el departament de Lambayeque. És un important centre comercial, cultural i educatiu que alberga alguns dels museus més importants del país com el Museu Tombes Reials i el Museu Brüning a més de ser llar de la Universitat Nacional Pedro Ruiz Gallo. Va ser fundada en 1553 sota el nom de San Pedro de Lambayeque.
El nom de la ciutat prové del muchik Llampayec, déu mític de la llegenda de Naylamp, que castellanitzat és Lambayeque.

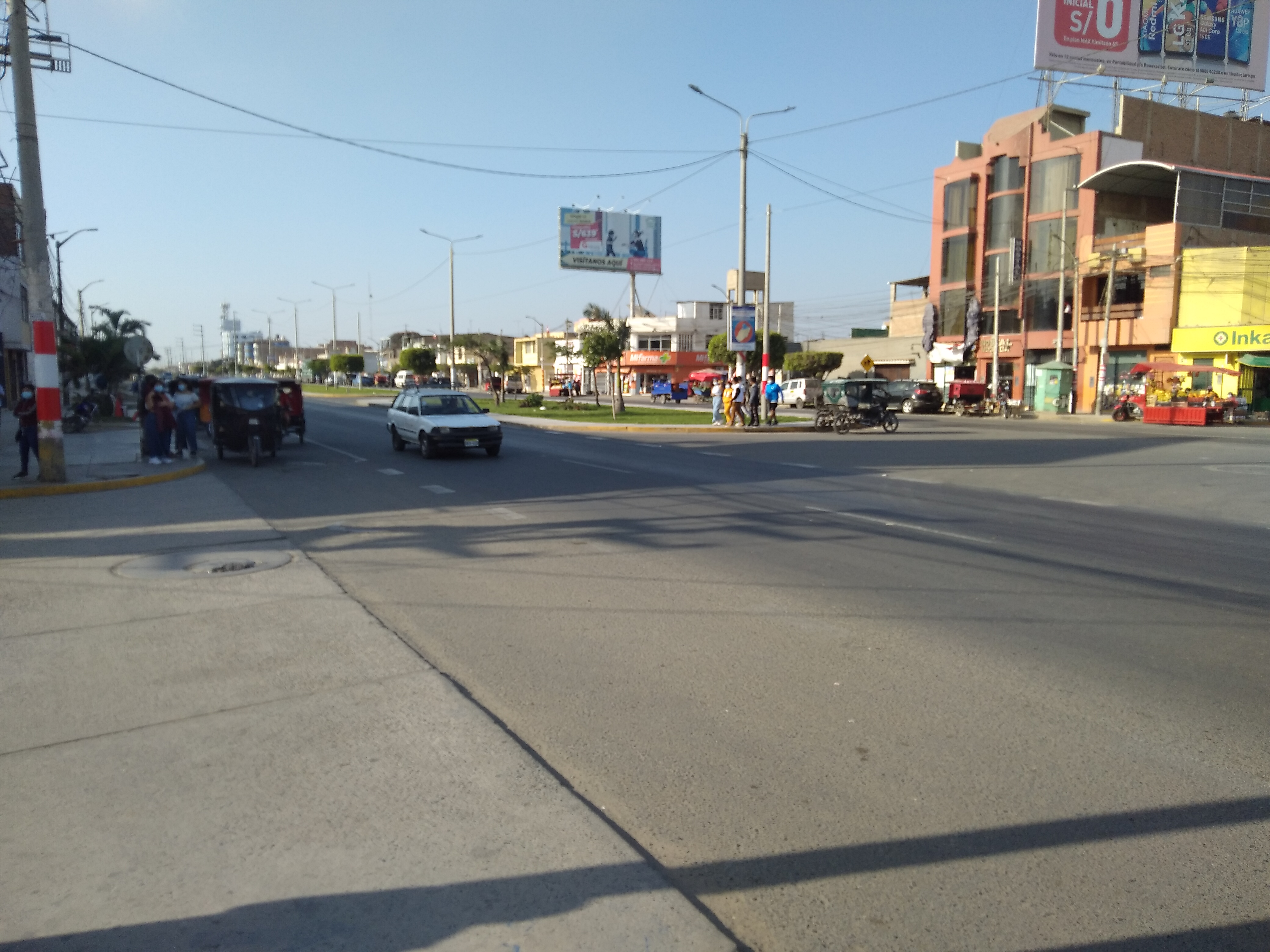
Centre de Lambayeque, sector de la ciutat amb més moviment comercial, travessat majoritàriament per la Panamericana Nord, que la connecta amb Chiclayo.

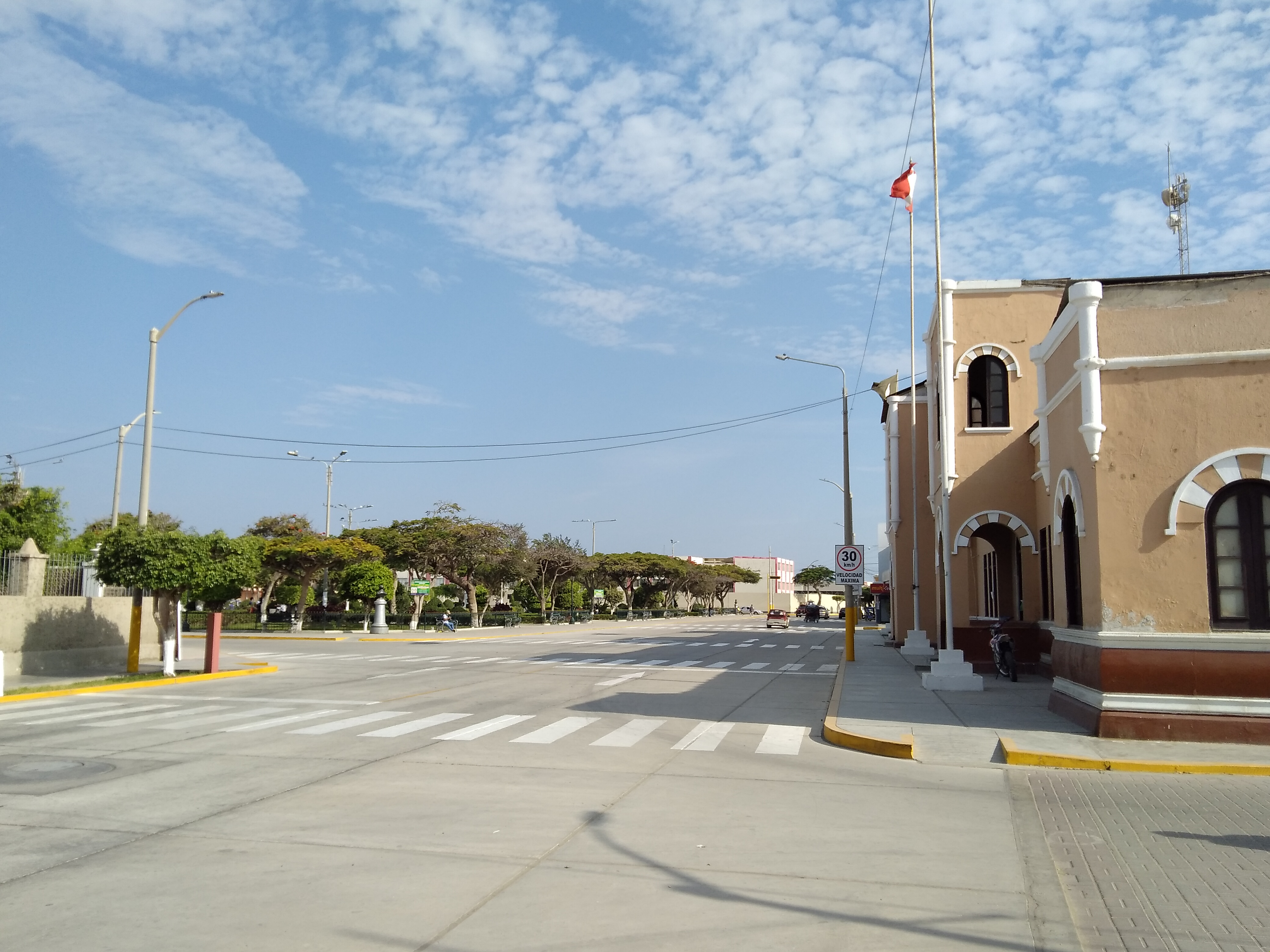
Carrer de l'Avinguda Huamachuco

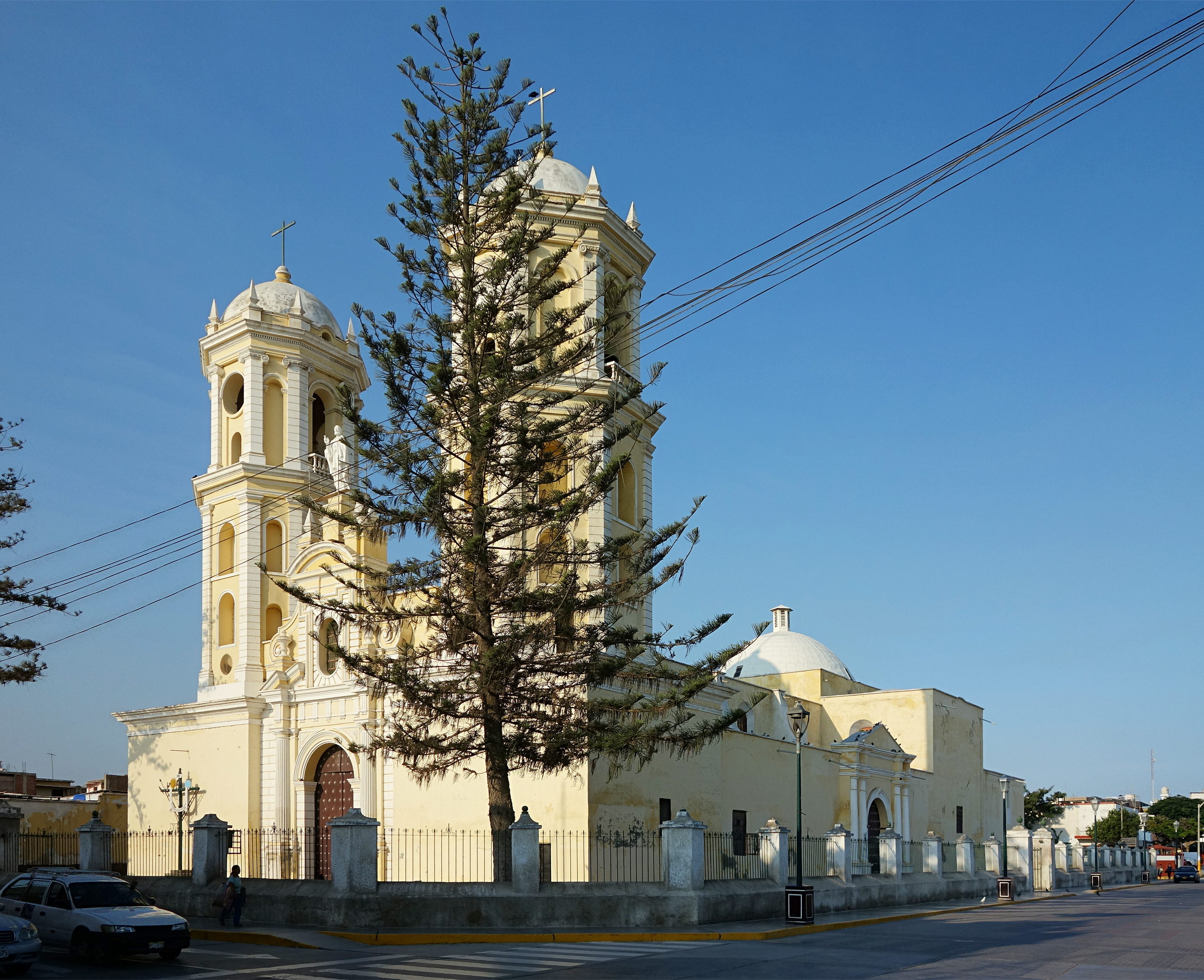
Església San Pedro

En aquest lloc es va originar el primer pronunciament de la independència del Perú el 27 de desembre de 1820 per això, avui dia, és anomenada «Bressol de la llibertat del Perú». El 15 de juny de 1822 va rebre el títol de «Ciutat Generosa i Benemèrita»., denominació rebuda pels auxilis prestats a l'Exèrcit Llibertador i per l'exemple que representava per als altres pobles del Perú. La zona monumental de Lambayeque va ser declarada patrimoni històric del Perú el 12 de gener de 1989 mitjançant el RJ1/009-89-INC/J.
Segons el Directori Nacional de Centres Poblats, la ciutat comptava l'any 2017 amb una població de 60.870 habitants. La població del districte puja a 71.425, i s'estimava que fos de 79.845 habitants per al 2020.
Lambayeque en ser capital de la província es troba governada per la Municipalitat Provincial de Lambayeque.
Lambayeque només abasta un únic districte, el districte de Lambayeque. La ciutat limita al nord amb el districte de Mórrope, al nord-est amb el districte de Mochumí, al sud amb la ciutat de Chiclayo al sud-oest amb el districte de San José i el districte de Pimentel.

## Personatges lligats a la ciutat
- Elvira García y García, educadora i escriptora.